# Università dell'Indonesia

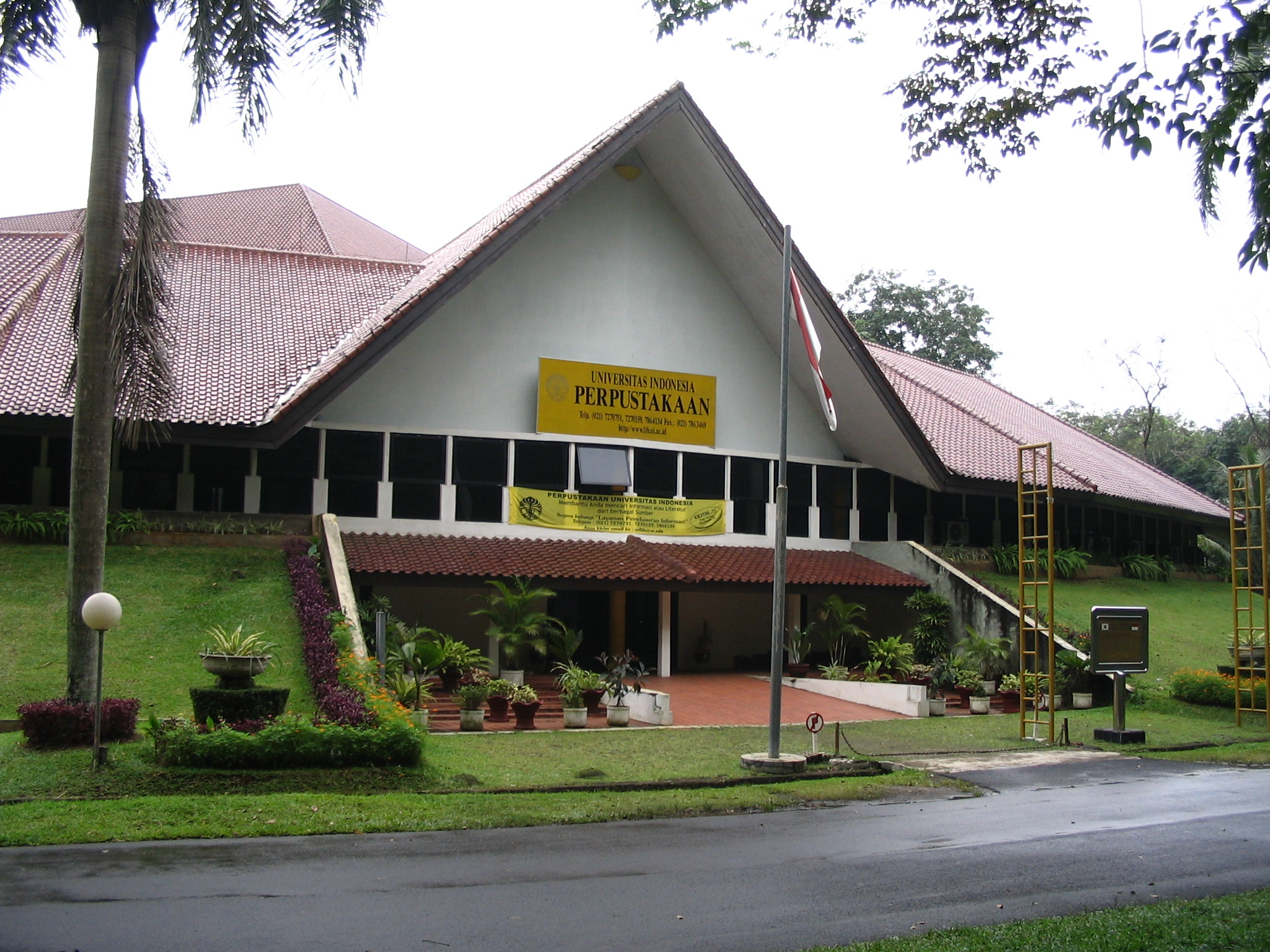
La biblioteca dell'Università

L’Università dell'Indonesia (in indonesiano Universitas Indonesia) è l'università più grande in Indonesia. Sorta nel 1849 come Dokter-Djawa School, prese l'attuale nome nel 1950, anno in cui divenne un'università a tutti gli effetti. La sua sede principale è a Depok ed è su base pubblica.

## Organizzazione
Si suddivide in 12 facoltà, distribuite su due campus:
- Facoltà di Medicina
- Facoltà di Odontoiatria
- Facoltà di Matematica e Scienze Naturali
- Facoltà di Diritto
- Facoltà di Psicologia
- Facoltà di Ingegneria
- Facoltà di Economia
- Facoltà di Salute Pubblica
- Facoltà di Scienze Sociali e Politiche
- Facoltà di Scienze Culturali
- Facoltà di Informatica
- Facoltà di Scienze Infermieristiche